# Rhadinema flexile
Rhadinema flexile är en rundmaskart som beskrevs av Nathan Augustus Cobb 1920. Rhadinema flexile ingår i släktet Rhadinema och familjen Leptolaimidae. Inga underarter finns listade i Catalogue of Life.